# 2ПЛАN2
Киногруппа 2ПЛАN2 — российская кинокомпания, занимавшаяся созданием художественных, документальных и междисциплинарных произведений. Основана в 1999 году Александром Шейном, Гией Лордкипанидзе и Виктором Такновым. Художественный руководитель — Александр Шейн, продюсер — Георгий Лордкипанидзе.
Среди наиболее известных картин, снятых кинокомпанией, лауреаты призов многих престижных кинофестивалей — «Эйфория», «ВМаяковский», «Назидание», «Олег Кулик: Вызов и Провокация», «Виноградов и Дубосарский: Картина на заказ», «Тимур Новиков. Ноль объект», «Америка», «Россия 88», «Летит».

## Фильмы

### Художественные
- 2002 — Смеситель (полнометражный художественный фильм, режиссёр А. Шейн, автор сценария М. Салов, Ф. Ибрагимбеков)
- 2003 — Другой район (телевизионный художественный фильм, режиссёр А. Шейн, автор сценария И. Вырыпаев).
- 2006 — Эйфория (полнометражный художественный фильм, режиссёр и автор сценария И. Вырыпаев)
- 2009 — Россия 88 (полнометражный художественный фильм, режиссёр и автор сценария П. Бардин)
- 2010 — Беспорно (полнометражный художественный фильм, режиссёр А. Шапиро, авторы сценария Е. Головенкин, Р. Ямалеев)
- 2010 — Америка (полнометражный художественный фильм, производство Португалия-Россия-Бразилия-Испания, режиссёр João Nuno Pinto, авторы сценария Luísa Costa Gomes, Melanie Dimantas, João Nuno Pinto)
- 2011 — Летит (полнометражный художественный фильм, режиссёры С. Швыдкой и Ф. Ибрагимбеков, авторы сценария Ф. Ибрагимбеков, С. Швыдкой, О. Мухина)
- 2018 — ВМаяковский (полнометражный художественный фильм, режиссёр А. Шейн)

### Документальные
- 2007 — День рождения инфанты (полнометражный документальный фильм, режиссёр В.-Гай Германика, авторы сценария В.Гай-Германика, О. Подольская, соавтор А.Вартанов)
- 2009 — Олег Кулик: Вызов и Провокация (из цикла «Антология современного искусства») (полнометражный документальный фильм, режиссёр Евгений Митта, автор сценария Евгений Митта)
- 2009 — Виноградов и Дубосарский: Картина на заказ (из цикла «Антология современного искусства», полнометражный документальный фильм, режиссёры и авторы сценария Евгений Митта, Александр Шейн)[2]
- 2011 — Таня пятая (документальная трагикомедия, режиссёр Д. Кубасов)
- 2014 — Тимур Новиков. Ноль объект (из цикла «Антология современного искусства», полнометражный документальный фильм, режиссёр А. Шейн)
- 2016 — Лаканично (полнометражный художественно — документальный фильм, режиссёр А. Шейн)
- 2017 — Назидание (полнометражный документальный фильм, режиссёры Б. Юхананов и А. А. Шейн)

### Многосерийные художественные
- 2010 — Башня (многосерийный телевизионный художественный фильм, режиссёр Д. Нейманд, автор сценария И. Ткаченко, А. Бачило)
- 2011 — ЧС: Чрезвычайная ситуация (многосерийный телевизионный художественный фильм, режиссёр К. Белевич, авторы сценария Ю. Кротков, С. Гричаный, И. Пивоварова, А. Вартанов)
- 2011 — Башня 2 (многосерийный телевизионный художественный фильм, режиссёр Д. Нейманд, автор сценария И. Ткаченко, А. Бачило)
- 2011 — Антиквар (многосерийный телевизионный художественный фильм, режиссёр Е. Двигубская, авторы сценария П. Гельман, М. Василенко, М. Барановский)

### Междисциплинарные проекты
- 2018 «Атлас В. Маяковский» Междисциплинарный проект Государственной Третьяковской галереи
- 2017 «ПЕРЕДАЁМ СИГНАЛЫ ТОЧНОГО ВРЕМЕНИ» Инсталляция. ЦСИ Винзавод Совместно с Николаем Молоком
- 2016 «АТЛАС МАЯКОВСКИЙ. ФИЛЬМ ЛАКОНИЧНО» Основная программа Европейской биеннале современного искусства «Манифеста 11»
- 2014 «ТИМУР НОВИКОВ. НОЛЬ ОБЪЕКТ» Фильм Parallel-10. Параллельная программа Европейской биеннале современного искусства «Манифеста10»
- 2014 «ТИМУР НОВИКОВ. НОЛЬ ОБЪЕКТ» Инсталляция ММАМ (Московский Мультимедиа Арт Музей)
- 2014 «37+1. ПАНК-ДИВИНАЦИЯ» Выставка ЦСИ «Заря» (Центр современного искусства. Владивосток)

### Участие работ компании в кинофестивалях и призы
- Смеситель
  - Приз Президентского Совета Открытого российского кинофестиваля «Кинотавр»[3]
- Другой район
  - Участник Берлинского МКФ (BERLINALE), Германия
- Эйфория
  - «Малый золотой лев» на 63-м МКФ в Венеции
  - «Гран при» программы «Новые фильмы, новые режиссёры» на 22-м Варшавском МКФ
  - «Лучшая полнометражная лента» и Приз Международной федерации кинопрессы на 36-м МКФ в Киеве «Молодость»[4]
  - «Гран-при» на Фестивале восточного и центрального европейского кино в Висбадене
  - Специальный диплом жюри на 17-м Открытом российском кинофестивале «Кинотавр»[5]
  - «Открытие года» и «Лучшая музыка» к фильму на национальной премии Российской Академии кинематографических искусств «Ника»[6]
- День рождения инфанты
  - «Лучший дебют» на 4-м фестивале отечественного кино «Московская премьера»
  - Участник основного конкурса 18-го Открытого российского кинофестиваля «Кинотавр»[7]
- Олег Кулик: Вызов и Провокация

- - Приз за лучший полнометражный фильм на видео в цифровом формате «Кино без киноплёнки» на Открытом фестивале кино стран СНГ, Латвии, Литвы и Эстонии «Киношок»[8]
- Россия 88

- - Участник Берлинского МКФ (BERLINALE), Германия[9]
  - Специальный приз жюри и приз Гильдии киноведов и кинокритиков на Международном Кинофестивале кинематографических дебютов «Дух огня», г. Ханты-Мансийск, Россия
  - Приз за лучшую режиссёрскую работу на Европейском кинофестивале в Паличе (Palić Film Festival)[10]
  - Главный приз в программе авторского кино «Арт-линия» на Фестивале отечественного кино «Московская Премьера», г. Москва
  - Приз «Открытие года» Национальной кинематографической премии «Ника»[11]
    - ВМаяковский
    - Приз гильдии киноведов и кинокритиков России и специальный приз жюри на XXVI международном кинофестивале «Окно в Европу» в Выборге